# Rebecca F. Kuang
Rebecca F. Kuang (29 de maig de 1996) és una novel·lista estatunidenca de fantasia. La seva primera novel·la, The Poppy War, es va publicar el 2018, seguida de les seqüeles The Dragon Republic el 2019 i The Burning God el 2020. Kuang va publicar Babel o la necessitat de la violència el 2022. El seu darrer llançament és Yellowface, una novel·la satírica que es va publicar el 2023. Kuang és graduada en economia internacional amb una menció en estudis asiàtics per la Universitat de Georgetown i graduada en sinologia pel Magdalene College de Cambridge i l'University College d'Oxford, i actualment està cursant un doctorat a la Universitat Yale.
Kuang ha rebut diversos reconeixements com a autora. Babel va estar al primer lloc de la llista dels més venuts del New York Times i va guanyar el premi Blackwell's Book of the Year for Fiction el 2022, a més del Nebula Award de 2022 a la millor novel·la. A més, Kuang ha guanyat el Compton Crook Award, el Crawford Award i el Astounding Award 2020 al millor escriptor novell, i ha estat finalista dels premis Nebula, Locus, World Fantasy, Kitschies i British Fantasy per The Poppy War .
1. ↑  Yu, Alan «In The Poppy War Series, R.F. Kuang Asks: 'What If Mao Was A Teenage Girl?'». , 24-11-2020.